# Henry George Carroll

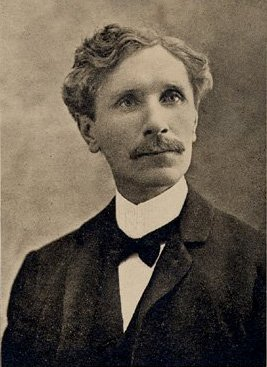
Henry George Carroll

Henry George Carroll, PC, QC (* 31. Januar 1865 in Kamouraska, Québec; † 20. August 1939 in Montreal) war ein kanadischer Politiker. Von 1891 bis 1904 war er liberaler Abgeordneter im Unterhaus, danach Richter am Obersten Gerichtshof der Provinz Québec. Schließlich amtierte er von 1929 bis 1934 als Vizegouverneur.

## Biografie
Carroll studierte Recht an der Université Laval und erhielt 1889 die Zulassung als Rechtsanwalt. Seinen Beruf übte er in der Stadt Fraserville (heute Rivière-du-Loup) aus. Als Kandidat der Liberalen Partei trat er zur Unterhauswahl 1891 an und siegte im Wahlbezirk Kamouraska. 1896 und 1900 gelang ihm jeweils die Wiederwahl.
Premierminister Wilfrid Laurier nahm Carroll im Februar 1902 in die Bundesregierung auf. Die Ernennung bedingte gemäß damaliger Gesetzeslage automatisch eine Nachwahl, die er ebenfalls für sich entschied. Die folgenden zwei Jahre war er als Solicitor-General oberster Rechtsberater des Kabinetts. Am 28. Januar 1904 trat er als Abgeordneter zurück, da er zum Richter am Obersten Gerichtshof der Provinz Québec ernannt worden war.
1912 präsidierte Carroll die königliche Kommission, die mit der Untersuchung des Alkoholhandels betraut war. Von 1921 bis 1929 war er Vizepräsident der Alkoholkommission der Provinz Québec. Generalgouverneur Lord Willingdon vereidigte ihn am 4. April 1929 als Vizegouverneur von Québec. Dieses repräsentative Amt hatte er bis zum 3. Mai 1934 inne, als bisher letzter Anglophone.